# 남부대서양나무쥐
남부대서양나무쥐(Phyllomys sulinus)는 가시쥐과에 속하는 남아메리카 설치류의 일종이다. 브라질 남부의 상파울루주와 히우그란지두술주 지역에서 발견된다. 털이 거친 작은 동물로 식물을 잎을 먹으며, 밤에 주로 활동한다. 자연 서식지는 우림 해안가의 여러해살이 아라우카리아 숲이다.